# 久保木清
久保木 清（くぼき きよし、1921年 - 没年不詳）は、広島県出身のプロ野球選手（外野手）。

## 経歴
広島商業高から慶應義塾大学に入学。1943年に行われた出陣学徒壮行早慶戦（いわゆる「最後の早慶戦」）では、故障していたエース・大島信雄に代わって先発投手として登板するが、早稲田打線に打ち崩されて敗れた。戦後に復学すると、1947年には主将を務め、同年春期シーズンでは.375で首位打者となった。
大学卒業後は、社会人野球の山崎産業を経て大昭和製紙でプレーしたのち、1950年シーズン途中に28歳で読売ジャイアンツへ入団。
入団早々、6番・右翼手で先発出場するが結果を残せず、シーズンでは21試合の出場に留まり、打率.167に終わる。以降は出場機会に恵まれず、1953年はコーチ兼任となるが、同年末に退団した。
その後、社会人野球の電電東京と日本鉱業佐賀関に所属した。

## 詳細情報

### 年度別打撃成績
| 年 度     | 球 団     | 試 合 | 打 席 | 打 数 | 得 点 | 安 打 | 二 塁 打 | 三 塁 打 | 本 塁 打 | 塁 打 | 打 点 | 盗 塁 | 盗 塁 死 | 犠 打 | 犠 飛 | 四 球 | 敬 遠 | 死 球 | 三 振 | 併 殺 打 | 打 率 | 出 塁 率 | 長 打 率 | O P S |
| --------- | --------- | ----- | ----- | ----- | ----- | ----- | -------- | -------- | -------- | ----- | ----- | ----- | -------- | ----- | ----- | ----- | ----- | ----- | ----- | -------- | ----- | -------- | -------- | ----- |
| 1950      | 巨人      | 21    | 38    | 36    | 2     | 6     | 0        | 1        | 0        | 8     | 1     | 3     | 1        | 0     | --    | 2     | --    | 0     | 4     | 1        | .167  | .211     | .222     | .433  |
| 通算：1年 | 通算：1年 | 21    | 38    | 36    | 2     | 6     | 0        | 1        | 0        | 8     | 1     | 3     | 1        | 0     | --    | 2     | --    | 0     | 4     | 1        | .167  | .211     | .222     | .433  |

### 背番号
- 21 （1950年-1951年）
- 9 （1952年）
- 55 （1953年）